# Eider de Steller
Polysticta stelleri
Genre
Espèce
Statut de conservation UICN

 VU A2bcd+3bcd+4bcd : Vulnérable
L'Eider de Steller (Polysticta stelleri) est une espèce de canards, des oiseaux ansériformes de la famille des anatidés. C'est la seule espèce du genre Polysticta. Il fait partie de la tribu Mergini qui regroupe les canards marins.

## Étymologie

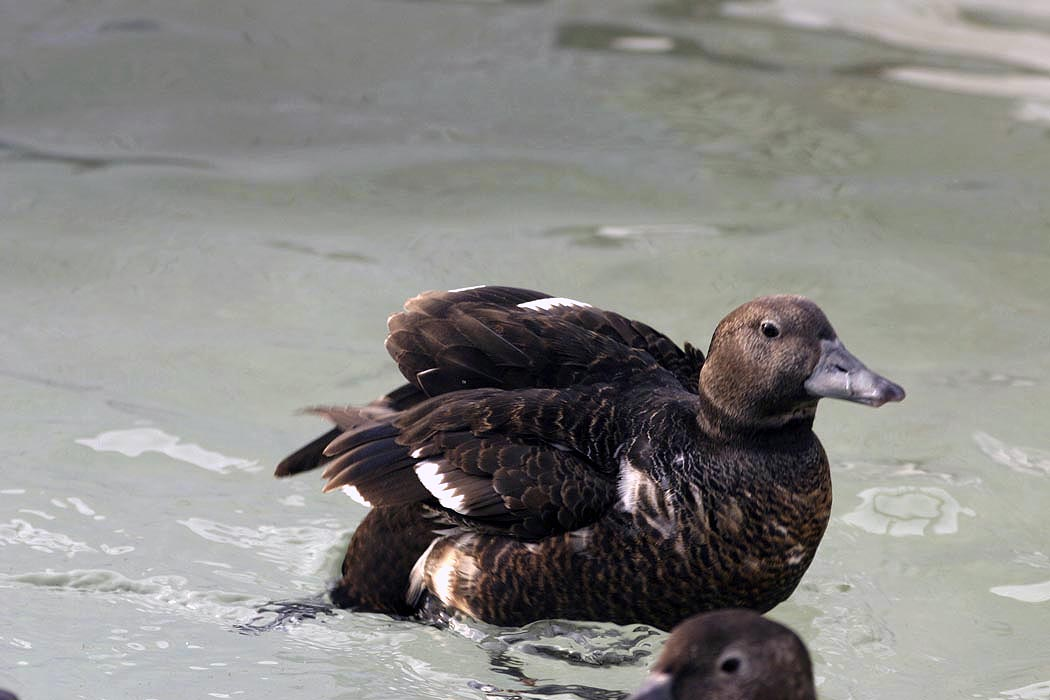
femelle

Le nom de l'espèce commémore le zoologiste allemand Georg Wilhelm Steller (1709-1746).